# Andreas Bothe

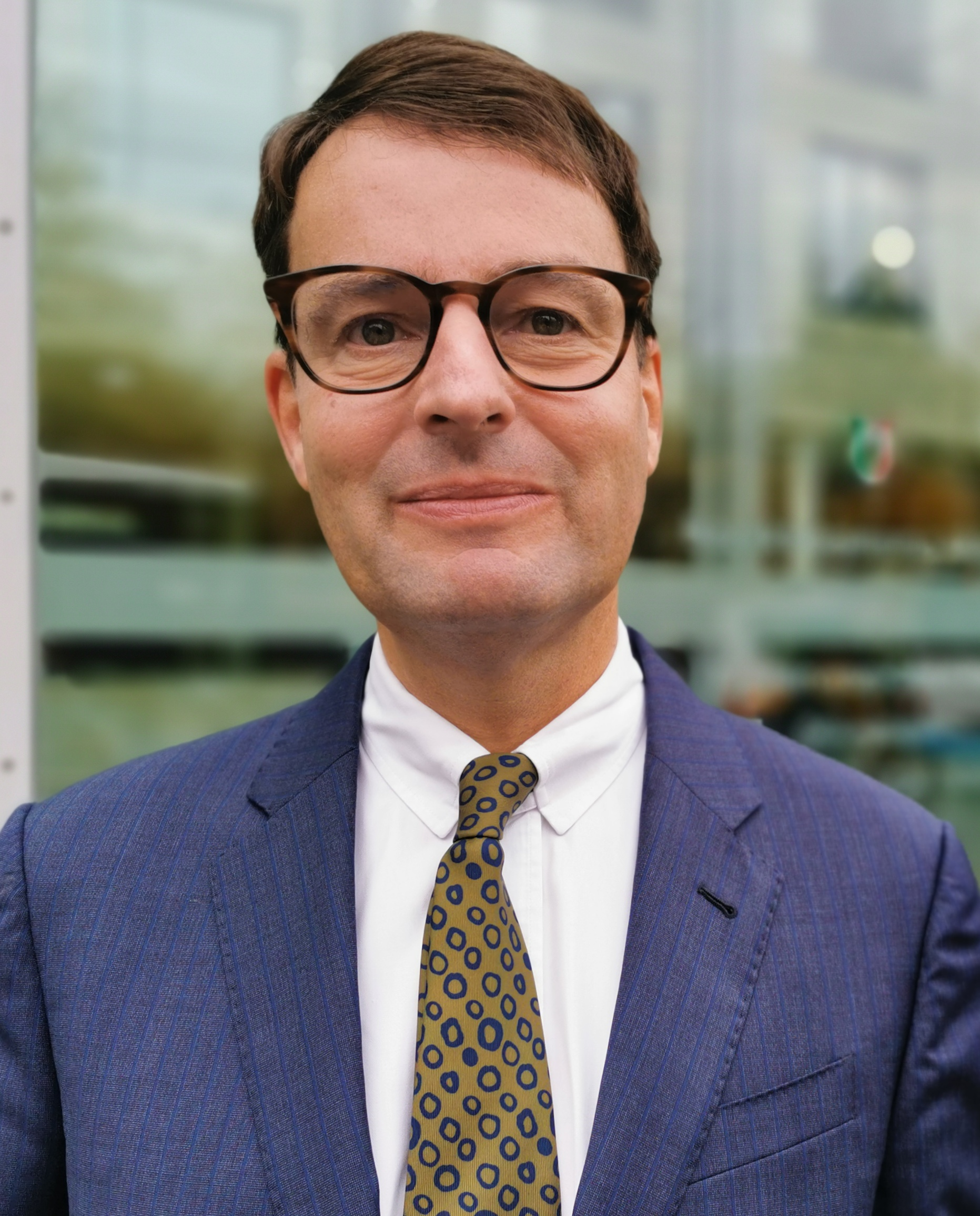
Andreas Bothe (2022)

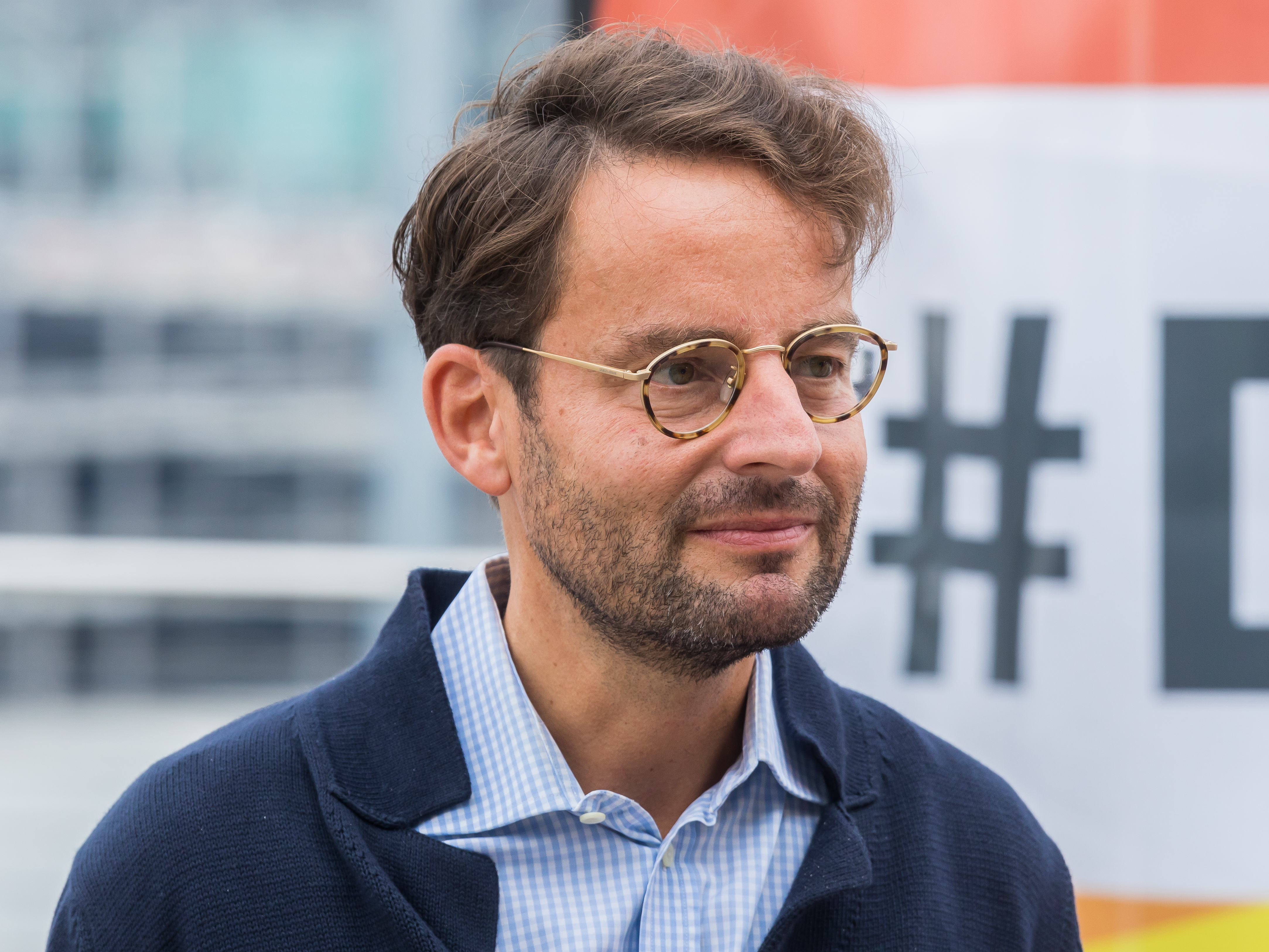
Andreas Bothe (2018)

Andreas Bothe (* 1967 in Gadderbaum) ist ein deutscher Jurist und politischer Beamter (FDP). Seit September 2022 ist er Regierungspräsident des Regierungsbezirks Münster. Zuvor war er von 2017 bis 2022 Staatssekretär im Ministerium für Kinder, Familie, Flüchtlinge und Integration des Landes Nordrhein-Westfalen.

## Leben

### Ausbildung
Nach seinem Abitur am Max-Planck-Gymnasium in Bielefeld 1986 absolvierte Bothe eine Ausbildung zum Bankkaufmann bei der Dresdner Bank. Anschließend studierte er von 1988 bis 1993 Rechtswissenschaften und Betriebswirtschaftslehre an der Universität Bielefeld und war von 1996 bis 2001 als Rechtsanwalt mit dem Schwerpunkt Bankrecht in Bielefeld und Geschäftsführer der Haus des Unternehmers GmbH, einem Tochterunternehmen der Volksbank Detmold, tätig.
1985 war er freier Mitarbeiter im Feuilleton der Neuen Westfälischen.

### Politischer Werdegang
Bothe saß Ende der 1990er-Jahre/Anfang der 2000er-Jahre für die FDP im Stadtrat von Bielefeld, bei den Kommunalwahlen in Nordrhein-Westfalen 1999 trat er dort als Oberbürgermeisterkandidat seiner Partei an. 2003 wurde er Referent für Rechts- und Innenpolitik bei der FDP-Bundestagsfraktion. Von 2010 bis 2017 war er im Bundesministerium der Justiz unter Bundesministerin Sabine Leutheusser-Schnarrenberger (ab 2013 im Bundesministerium der Justiz und für Verbraucherschutz unter Bundesminister Heiko Maas) tätig. Dort leitete Bothe zunächst den Leitungsstab des Ministeriums, war ab Ende 2013 für die Leitung der Projektgruppe zur Integration der Verbraucherpolitik in das neu gebildete Ministerium zuständig und übernahm im Frühjahr 2014 die Leitung der Unterabteilung Verbraucherpolitik, Digitale Gesellschaft und Verkehr.
Vom 6. Juli 2017 bis zum 29. Juni 2022 amtierte Andreas Bothe Staatssekretär im Ministerium für Kinder, Familie, Flüchtlinge und Integration des Landes Nordrhein-Westfalen unter Minister Joachim Stamp. Er leitete in dieser Funktion auch den Krisenstab „Flüchtlinge aus der Ukraine“. Mit dem Ausscheiden der FDP aus der Landesregierung wurde Bothe durch Staatssekretär Lorenz Bahr ersetzt.
Am 1. September 2022 trat Bothe das Amt des Regierungspräsidenten von Münster an. Er folgte Dorothee Feller nach.

### Privates
Bothe ist Vater zweier erwachsener Kinder. Er ist liiert mit der Journalistin und ehemaligen Landtagsabgeordneten Claudia Cormann.
Sein Vater Eberhard Bothe war Technischer Direktor der Städtischen Bühnen in Bielefeld, am Deutschen Schauspielhaus in Hamburg und an den Münchener Kammerspielen.